# 熊克
熊克（1118年—1194年），字子復。南宋建陽（今屬福建）人。
唐代御史大夫熊博之后。熊蕃之子。重和元年（1118年）出生。出生之日有翠鸟飞临室内。熊克年幼时，天资俊秀，长大后，好學且善做文章，郡博士胡憲很看重他說：“子學老於年，他日當以文章顯。”紹興二十七年（1157年），王十朋榜進士。初任諸暨知縣。宋孝宗時，官至起居郎，兼直學士院。淳熙十一年（1184年），以朝請郎知台州。淳熙十二年，浙東提刑趙公碩、提舉岳甫參奏熊克纵容軍人盗贩私盐。淳熙十三年正月，正式罷官。奉祠。紹熙五年（1194年）去世。熊克自少至老，除著述外，別無其他嗜好。著有《中興小紀》四十卷傳世。另有《九朝通略》、《諸子精華》等，多佚。